# Anubis vittatus
Anubis vittatus là một loài bọ cánh cứng trong họ Cerambycidae.